# Maureen Wright
Maureen Wright, född 20 oktober 1939, är en friidrottare från Australien. Hon deltog vid olympiska sommarspelen 1956.